# Nabil Wakim
Nabil Wakim, né en 1981 à Beyrouth (Liban), est un journaliste franco-libanais.
Il anime depuis 2022 le podcast Chaleur humaine.

## Biographie

### Jeunesse et formation
Né au Liban en 1981, Nabil Wakim arrive en France à l'âge de quatre ans et s'installe à Lyon avec sa famille.
Il entreprend des études de journalisme et est diplômé du Celsa.

### Journaliste
Journaliste au quotidien Le Monde, Nabil Wakim est spécialiste des questions énergétiques. Après avoir été chef du service politique du Monde et rédacteur en chef du site Internet du journal, il occupe le poste de directeur de l'innovation éditoriale.
Il enseigne par ailleurs à l'école de journalisme de Sciences Po.
En 2020, il publie L'Arabe pour tous : Pourquoi ma langue est taboue en France ? aux éditions du Seuil, un ouvrage dans lequel il questionne la stigmatisation dont sont victimes, en France, les locuteurs de l'arabe.
Depuis 2022, il anime pour Le Monde le podcast et la newsletter Chaleur humaine, consacré au traitement du phénomène du réchauffement climatique.
En 2023, il publie Chaleur humaine : 18 réponses à la menace climatique aux éditions du Seuil.
En 2024, il co-réalise Mauvaise langue, un documentaire diffusé sur France 2 qui vise à « briser le tabou de la langue arabe en France ».

## Publications
- L'Arabe pour tous : Pourquoi ma langue est taboue en France ?, Éditions du Seuil, 2020, 204 p. (ISBN 9782021434491)
- Chaleur humaine : 18 réponses à la menace climatique, éditions du Seuil, 2023, 320 p. (ISBN 9782021544183)